# Шенин Сосамон
Шенон Мери Кахололани „Шенин” Сосамон (енгл. Shannon Marie Kahololani "Shannyn" Sossamon; Хонолулу, 3. октобар 1978) је америчка глумица. Позната је по главним улогама у филмовима Правила привлачности, 40 дана и 40 ноћи, Катакомбе и Пропуштен позив.

## Каријера
Крајем деведесетих, Шенин се преселила у Лос Анђелес са жељом да постане професионална плесачица. У почетку радила је као DJ у локалним клубовима. Након што су је приметили агенти модне агенције, потписала је уговор и добила прве послове. Убрзо, појавила се у спотовима од Daft Punk, The Goo Goo Dolls, Мика Џегера и Шер.
Њена прва улога била је у филму Прича о витезу у ком је играо и покојни глумац Хит Леџер. Иако јој је право име Шенон, касније га је променила у Шенин и под тим именом глуми.
Уследиле су и улоге у филмовима 40 дана и 40 ноћи у ком је играо и Џош Хартнет као и филм који је Шенин прославио, Правила привлачности у ком су играли Џејмс Ван Дер Бик, Џесика Бил и Ијан Самерхалдер. Екранизација истоименог романа имала је велики комерцијални успех и добре критике. И поред контроверзних сцена силовања, самоубиства, коришћења дроге и сценама секса, филм је готово утростручио свој буџет и зарадио 11.819.244 долара.
Након овог хита, Шенин је играла и у филмовима Катакомбе са Пинк, серији Брука са Кортни Кокс Аркет и многим нискобуџетним филмовима и серијама.
Играла је у ТВ серији Успавана долина.
Тренутно свира бубњеве у рок бенду WarPaint коју је основала њена сестра.

## Филмографија
| Улоге Шенин Сосамон |                                          |               |           |          |
| Година              | Српски назив                             | Изворни назив | Улога     | Напомена |
| 1997.               |                                          |               |           |          |
| 2001.               | Прича о витезу                           |               | Џоселин   |          |
| 2002.               | 40 дана и 40 ноћи                        |               | Ерика     |          |
| 2002.               | Правила привлачности                     |               |           |          |
| 2003.               |                                          |               |           |          |
| 2003.               |                                          |               |           |          |
| 2004.               | Ред и закон: Одељење за специјалне жртве |               |           |          |
| 2005.               |                                          |               |           |          |
| 2005.               |                                          |               |           |          |
| 2005.               |                                          |               |           |          |
| 2005.               |                                          |               |           |          |
| 2005.               | Кис, кис, бенг, бенг                     |               |           |          |
| 2006.               |                                          |               |           |          |
| 2006.               |                                          |               |           |          |
| 2007.               | Катакомбе                                |               | Викторија |          |
| 2007.               | Брука                                    |               |           |          |
| 2007-2008.          | Месечина                                 |               |           |          |
| 2008.               | Пропуштен позив                          |               | Бет       |          |
| 2008.               |                                          |               |           |          |
| 2008.               |                                          |               |           |          |
| 2013-2017.          | Успавана долина                          |               |           |          |